# 星洲之夜
《星洲之夜》（英語：A Song To Remember), 新加坡新傳媒電視製播的華語電視劇集。

## 註明
1. ↑  . Paul Chan Bagua. 17 January 2011  [22 February 2012]. （原始内容存档于1 July 2012）.

## 外部連結
- 豆瓣电影上《星洲之夜》的資料 （简体中文）